# Saison 7 de Psych : Enquêteur malgré lui
Chronologie
Saison 6 Saison 8
La septième saison de Psych : Enquêteur malgré lui (Psych), série télévisée américaine, est constituée de seize épisodes diffusée du 27 février 2013 au 15 décembre 2013 sur USA Network, aux États-Unis.

## Synopsis
Shawn Spencer, un jeune homme drôle et surtout futé, a développé durant son enfance un talent pour remarquer les moindres détails grâce à l'enseignement de Henry Spencer, son père, ancien policier.
C'est ainsi qu'en grandissant, lorsqu'il est confronté à la dure réalité de l'emploi, ne parvenant pas à en trouver un qui lui plaise, il passe le plus clair de son temps à en changer et à donner des « tuyaux » aux inspecteurs de police par l'intermédiaire d'appels téléphoniques anonymes. À partir de là s'ensuit un énorme quiproquo : à la suite des nombreux « tuyaux » qu'il fournit aux inspecteurs, ces derniers commencent à le suspecter de perpétrer lui-même ces crimes. N'ayant pas d'autre solution pour se sortir de cette situation, il se justifie en prétendant posséder des pouvoirs psychiques de médium. Curieusement, les policiers qui refusaient de croire au don d'observation de Shawn, admettent assez facilement son « don médiumnique ».
Shawn aidera désormais la police dans ses enquêtes, avec les inspecteurs Carlton Lassiter, Juliet O'Hara et le chef Karen Vick qui fait appel à lui lorsque certaines affaires s'avèrent insolubles ou pas assez importantes pour que la police s'en occupe, selon le cas.
Shawn embarque son meilleur ami d'enfance, Burton « Gus » Guster, pour créer l'agence « Psych ». Ils vont alors tenter de résoudre chaque affaire en utilisant ses dons d'observation, camouflés en visions envoyées par des esprits. Gus est moins téméraire que Shawn et tous les deux se disputent souvent pour des détails pour le meilleur comme pour le pire…

## Distribution

### Acteurs principaux
- James Roday (VF : Guillaume Lebon) : Shawn Spencer
- Dulé Hill (VF : Lucien Jean-Baptiste) : Burton « Gus » Guster
- Timothy Omundson (VF : Gabriel Le Doze) : lieutenant chef Carlton Lassiter
- Maggie Lawson (VF : Laura Blanc) : lieutenant Juliet O'Hara
- Kirsten Nelson (VF : Véronique Augereau) : chef Karen Vick
- Corbin Bernsen (VF : Philippe Peythieu) : Henry Spencer, père de Shawn

### Acteurs récurrents
- Skyler Gisondo (VF : Valentin Maupin) : Shawn Spencer (adolescent)
- Carlos McCullers (VF : Alexandre Nguyen) : Burton « Gus » Guster (enfant et adolescent)
- Sage Brocklebank (VF : Sébastien Finck) : officier Buzz McNab
- Kurt Fuller (VF : Jean-François Kopf) : Woody, Médecin légiste de la police de Santa Barbara
- Ally Sheedy (VF : Ivana Coppola) : Mr Yang
- Kristy Swanson (VF : Pascale Chemin) : Marlowe Viccellio
- Parminder Nagra (VF : Vanina Pradier) : Rachael

### Invités
- Max Gail : Jerry Carp (épisode 1)
- Arden Myrin (VF : Patricia Legrand) : Chelsea (épisode 1)
- Jake Busey : l'agent du FBI (épisode 1)
- Oliver Muirhead (VF : Georges Caudron) : Julian Drake (épisode 1)
- Jerry Wasserman : Jack Atwater (épisode 1)
- Paul Lazenby : James Earl Vest (épisode 1)
- Doug Abrahams (VF : Bernard Métraux) : Range Master (épisode 1)
- Broadus Mattison : Lane Scott-Thomas (épisode 1)
- Scott Bellis (VF : Denis Boileau) : le docteur (épisode 1)
- Cybill Shepherd (VF : Annie Sinigalia) : Madeleine Spencer (épisode 2)
- Ethan Sandler (VF : Nicolas Marié) : Mike (épisode 2)
- Eddie Matos (VF : Damien Ferrette) : Lordan (épisode 2)
- Ryan Beil : Fielding Mellish (épisode 2)
- Cameron Bancroft (VF : Arnaud Arbessier) : Ken Dowling (épisode 2)
- Shauna Johannesen : Miranda Dowling (épisode 2)
- Mateen Devji : Maximus (épisode 2)
- Kate Rogal : Kate Favor (épisode 3)
- Alex Enriquez (VF : Xavier Fagnon) : Chavo Seacrest (épisode 3)
- Paul Wight (VF : Pascal Casanova) : Big Ed Dixon (épisode 3)
- Jeffrey Tambor (VF : Michel Dodane) : Lloyd French, le beau-père de Juliet (épisodes 4 et 8)
- Tony Plana (VF : François Dunoyer) : Pablo Nuñez (épisode 4)
- Alex Quijano (VF : Thierry Wermuth) : le lieutenant Lamas (épisode 4)
- Susan Hogan : Maryanne, la mère de Juliet (épisode 4)
- Peter Bryant (VF : Jean-Louis Faure) : l'agent du FBI (épisode 4)
- Cynthia Mendez (VF : Pauline de Meurville) : l'assistante du lieutenant Lamas no 1 (épisode 4)
- Luis Javier (VF : Thierry Wermuth) : le vendeur dans la rue (épisode 4)
- Garrett Morris (VF : Marc Cassot) : Clizby (épisode 5)
- Christopher Lloyd : Martin Kahn, auteur (épisode 5)
- Lesley Ann Warren : Leslie (épisode 5)
- Martin Mull (VF : Michel Prud'homme) : Highway Harry (épisode 5)
- Scott McNeil (VF : Michel Vigné) : Rip (épisode 5)
- Jacqueline Breakwell (VF : Camille Gondard) : la jeune femme venu livrer un télégramme en chantant (épisode 5)
- Kirsten Prout (VF : Marie-Eugénie Maréchal) : Zola (épisode 6)
- J. Douglas Stewart : Jeffrey Duke (épisode 6)
- Toby Levins (VF : Ludovic Baugin) : Leonardo (épisode 6)
- Josh Kalender : Rico (épisode 6)
- Katy Mixon (VF : Brigitte Virtudes) : Ursula Gibbs (épisode 6)
- Mike Starr (VF : Vincent Grass) : Max Rizzo (épisode 7)
- Steve Rosen (VF : Marc Saez) : Herb Pollack (épisode 7)
- Pete Gardner (VF : Jonathan Amram) : Stumpy (épisode 7)
- Cocoa Brown (VF : Isabelle Leprince) : Big Wendy (épisode 7)
- Dana McLoughlin : Charlene (épisode 7)
- Lauriane Gilliéron : Elin (épisode 8)
- Rose Abdoo : Mary Pasternak (épisode 8)
- Christopher De-Schuster (VF : Emmanuel Garijo) : Torsten (épisode 8)
- Carl Toftfelt (VF : Fabrice Fara) : Oskar (épisode 8)
- Rachel Blanchard (VF : Camille Gondard) : Laura (épisode 9)
- Toby Hargrave (VF : Christophe Desmottes) : Dave (épisode 9)
- Allison Warnyca (VF : Laura Zichy) : l'instructrice de Yoga (épisode 9)
- John Kapelos (VF : Michel Dodane) : Tom Swagerty, conseiller municipal de Santa Barbara (épisode 10)
- Neil Grayston (VF : Taric Mehani) : Jason Straub (épisode 10)
- Sebastian Spence (VF : Éric Legrand) : le maire Gavin Channing (épisode 10)
- David Koechner (VF : Fabrice Lelyon) : Leslie Valerie Sally (épisode 11)
- Michael McGlone (VF : Arnaud Arbessier) : Mitch Murray (épisode 11)
- Byron Noble (VF : Éric Marchal) : Neil (épisode 11)
- Garcelle Beauvais (VF : Annie Milon) : Miranda Sherrod (épisode 12)
- Jessica Makinson (VF : Chloé Berthier) : Laura (épisode 12)
- Haig Sutherland (VF : Fabrice Fara) : Syd (épisode 12)
- Brent Chapman (VF : Jean-François Aupied) : Crock Daniels (épisode 12)
- Lori Loughlin (VF : Emmanuèle Bondeville) : Dr Joan Diamond (épisode 13)
- Cindy Busby : Leecy (épisode 13)
- Anne Openshaw (en) : Brianna Hicks (épisode 13)
- Anthony Michael Hall (VF : Xavier Fagnon) : Harris Trout, un consultant engagé par le maire (épisode 14)
- Joey Slotnick (VF : Cédric Dumond) : Leo Quinn (épisode 14)
- Josh Pais (VF : Éric Marchal) : Dr Richard Umma (épisode 14)
- Rebeka Montoya : Rita Quinn (épisode 14)
- Erika Walter (VF : Laura Zichy) : Felicia (épisode 14)
- Mittita Barber (VF : Laura Zichy) : la réceptionniste de l'hôtel (épisode 14)
- Anthony Rapp (VF : Pierre-François Pistorio) : Zachary Wallace Zander alias « Z », un dramaturge (épisodes 15 et 16)
- Barry Bostwick (VF : Hervé Jolly) : Roland Armitage, le propriétaire d’un théâtre (épisodes 15 et 16)
- Brooke Lyons : Elisa McCardle, la muse du dramaturge (épisodes 15 et 16)
- Geoff Gustafson (VF : Christophe Desmottes) : Chris Lamberth (épisodes 15 et 16)
- Donavon Stinson : Ben Skyler (épisodes 15 et 16)
- Ally Sheedy (VF : Ivana Coppola) : Mr Yang (épisodes 15 et 16)
- Simon Webb (VF : Patrick Béthune) : Dr Adair (épisodes 15 et 16)
- Peter Chelsom (VF : Patrick Bethune) : le narrateur (épisodes 15 et 16)
- Hrothgar Mathews (VF : Michel Voletti) : le Park Loner (épisode 15)
- Gary Jones (VF : Sébastien Desjours) : Charlos le manager (épisode 16)
- Steven E. Rudy (VF : Éric Marchal) : le docteur (épisode 16)
- Jimmi Simpson (chant uniquement en version originale) : Mary Lightly (épisode 16)

## Production

### Développement
Le 10 janvier 2012, la série a été officiellement renouvelée pour cette septième saison de seize épisodes.
À la suite du renouvellement, Steve Franks, le créateur de la série, a confirmé lors d'une interview au San Diego Comic-Con International la production d'un double épisode musical,.

### Casting
En mai 2012, l'actrice Parminder Nagra a obtenu un rôle récurrent pour la septième saison.
En juillet 2012, l'acteur Jeffrey Tambor a obtenu un rôle le temps d'un épisode.
En août 2012, l'acteur John Kapelos a obtenu un rôle dans l'épisode 10 de cette même saison.
En septembre 2012, Anthony Michael Hall rejoint le casting de la saison.
En octobre 2012, les acteurs Barry Bostwick, Anthony Rapp et Brooke Lyons ont obtenu un rôle le temps du double épisode musical de la saison. L'actrice Ally Sheedy (Mr Yang) sera aussi au casting. Le même mois, l'acteur Christopher Lloyd a obtenu un rôle le temps du 100e épisode de la série au sein de la septième saison.

### Diffusions
Aux États-Unis, cette saison sera diffusée en deux parties sur USA Network.
Au Canada, cette saison est diffusée depuis le 15 juillet 2013 sur le réseau Global et s'est arrêtée après le 9e épisode. Les épisodes restant ont été mis en ligne sur le site du réseau entre mai et juin 2014.

## Liste des épisodes

### Épisode 1:Santa Barbara 2, l'arme fatale 5
- États-Unis : 27 février 2013 sur USA Network[12]
- Canada : 15 juillet 2013 sur Global
- France : 
  - 9 décembre 2013 sur NT1[13]
  - 12 avril 2014 sur 13e rue[14]
- Québec : 30 avril 2014 sur AddikTV

- États-Unis : 2,94 millions de téléspectateurs[15] (première diffusion)

- Max Gail (Jerry Carp)
- Arden Myrin (Chelsea)
- Jake Busey (l'agent du FBI)
- Oliver Muirhead (Julian Drake)

### Épisode 2:Un site de rencontre mortel
- États-Unis : 6 mars 2013 sur USA Network
- Canada : 22 juillet 2013 sur Global
- France : 
  - 10 décembre 2013 sur NT1[13]
  - 12 avril 2014 sur 13e rue[14]
- Québec : 7 mai 2014 sur AddikTV

- États-Unis : 2,81 millions de téléspectateurs[16] (première diffusion)

- Cybill Shepherd (Madeleine Spencer)
- Ethan Sandler (Mike)
- Eddie Matos (Lordan)
- Ryan Beil (Fielding Mellish)
- Cameron Bancroft (Ken Dowling)
- Shauna Johannesen (Miranda Dowling)
- Mateen Devji (Maximus)

### Épisode 3:Le Projet BigFoot
- États-Unis : 13 mars 2013 sur USA Network
- Canada : 29 juillet 2013 sur Global
- France : 
  - 12 décembre 2013 sur NT1[13]
  - 19 avril 2014 sur 13e rue[14]
- Québec : 14 mai 2014 sur AddikTV

- États-Unis : 3,04 millions de téléspectateurs[17] (première diffusion)

- Kate Rogal (Kate Favor)
- Alex Enriquez (Chavo Seacrest)
- Paul « The Big Show » Wight (« Big » Ed Dixon)

### Épisode 4:Virée mexicaine
- États-Unis : 20 mars 2013 sur USA Network
- Canada : 5 août 2013 sur Global
- France : 
  - 13 décembre 2013 sur NT1[13]
  - 19 avril 2014 sur 13e rue[14]
- Québec : 21 mai 2014 sur AddikTV

- États-Unis : 2,45 millions de téléspectateurs[18] (première diffusion)

- Alex Quijano (l'inspecteur Lamas)
- Tony Plana (Pablo Nuñez)
- Jeffrey Tambor (Lloyd French)
- Parminder Nagra (Rachael)

### Épisode 5:Une soirée mystérieuse
- États-Unis : 27 mars 2013 sur USA Network
- Canada : 12 août 2013 sur Global
- France : 
  - 16 décembre 2013 sur NT1[13]
  - 26 avril 2014 sur 13e rue[14]
- Québec : 28 mai 2014 sur AddikTV

- États-Unis : 2,93 millions de téléspectateurs[19] (première diffusion)

- Christopher Lloyd (Martin Kahn, l'auteur)
- Lesley Ann Warren (Leslie, la groupie)
- Martin Mull (Highway Harry, le manager)
- Garrett Morris (Cliff Bee, le majordome)
- Steve Valentine (Billy Lips, le musicien)
- Curt Smith (lui-même)

- Cet épisode, qui invite quelques acteurs du film Cluedo sorti en 1985 (Christopher Lloyd, Lesley Ann Warren et Martin Mull), propose aux téléspectateurs de l'est et de l'ouest américain un vote interactif pour l'un des cinq suspects et l'une des trois conclusions proposées qui ont été tournées. Deux conclusions seront disponibles en ligne au lendemain de la diffusion et la troisième sera réservée au lancement du DVD de la saison[20].
- L'épisode est dédié à la mémoire de Madeline Kahn, qui interprétait le rôle de Madame Blanche dans le film Cluedo.
- Vers le milieu de l'épisode, Martin Kahn, le personnage joué par Christopher Lloyd, s'écrie « Tonnerre de Zeus » en français, faisant un clin d'œil à son personnage du Dr Emmett Brown dans la trilogie Retour vers le futur. En anglais, dans les deux cas, il dit « Great Scott », qui est une ancienne interjection anglaise pour exprimer l'étonnement, souvent dite par le Dr Emmett Brown.
- La sonnette qui pousse un hurlement de femme quand on appuie dessus fait référence au film Un cadavre au dessert, qui a notamment inspiré le film Cluedo.

### Épisode 6:Quel cirque!
- États-Unis : 3 avril 2013 sur USA Network
- Canada : 19 août 2013 sur Global
- France : 
  - 17 décembre 2013 sur NT1[13]
  - 26 avril 2014 sur 13e rue[14]
- Québec : 4 juin 2014 sur AddikTV

- États-Unis : 2,41 millions de téléspectateurs[21] (première diffusion)

- Katy Mixon (Ursula Gibbs, l'agente de probation)
- Kirsten Prout (Zola, la contorsionniste)

Lors de la répétition du spectacle d'un cirque, un acrobate meurt. Shawn et Gus vont alors enquêter. Mais cette enquête va mettre en péril la relation entre Gus et sa petite amie, Rachael.

### Épisode 7:Mariage mouvementé
- États-Unis : 10 avril 2013 sur USA Network
- Canada : 26 août 2013 sur Global
- France : 
  - 19 décembre 2013 sur NT1[13]
  - 3 mai 2014 sur 13e rue[14]
- Québec : 11 juin 2014 sur AddikTV

- États-Unis : 2,25 millions de téléspectateurs[22] (première diffusion)

- Mike Starr (Max Rizzo)
- Cocoa Brown (Big Wendy)
- Steve Rosen (Herb Pollack)
- Dana McLoughlin (Charlene)
- Pete Gardner (Stumpy)

Le jour du mariage de Carlton et Marlowe approche. Shawn et Gus décident d'organiser l'enterrement de vie de garçon de Carlton en invitant Stumpy, le meilleur ami de Carlton, ainsi que Woody et Henry. De leur côté, le chef Vick et Juliet sont présentes à l'enterrement de vie de jeune fille de Marlowe.

### Épisode 8:Vies parallèles
- États-Unis : 17 avril 2013 sur USA Network
- Canada : 2 septembre 2013 sur Global
- France : 
  - 20 décembre 2013 sur NT1[13]
  - 3 mai 2014 sur 13e rue[14]
- Québec : 18 juin 2014 sur AddikTV

- États-Unis : 2,77 millions de téléspectateurs[23] (première diffusion)

- Lauriane Gilliéron (Elin)

### Épisode 9:Jeune femme partagerait appartement
- États-Unis : 24 avril 2013 sur USA Network
- Canada : 2 septembre 2013 sur Global
- France : 
  - 23 décembre 2013 sur NT1[13]
  - 10 mai 2014 sur 13e rue[14]
- Québec : 25 juin 2014 sur AddikTV

- États-Unis : 2,46 millions de téléspectateurs[24] (première diffusion)

- Rachel Blanchard (Laura)

À la suite de sa rupture avec Juliet, Shawn se voit contraint de quitter leur appartement et d'en trouver un autre. Il va alors emménager avec Woody, le médecin légiste de la SBPD, qui vit dans une simple caravane près d'une déchetterie.

### Épisode 10:Impair et Maire
- États-Unis : 1er mai 2013 sur USA Network
- Canada : non diffusé sur Global
- France : 
  - 25 décembre 2013 sur NT1[13]
  - 10 mai 2014 sur 13e rue[14]
- Québec : 2 juillet 2014 sur AddikTV

- États-Unis : 2,35 millions de téléspectateurs[25] (première diffusion)

- John Kapelos : Tom Swaggerty
- Neil Grayston : Jason Straub
- Sebastian Spence : le maire Gavin Channing
- Laura Soltis : Renee Channing

### Épisode 11:Meurtre au bureau
- États-Unis : 8 mai 2013 sur USA Network
- France : 
  - 27 décembre 2013 sur NT1[13]
  - 17 mai 2014 sur 13e rue[14]
- Québec : 9 juillet 2014 sur AddikTV

- États-Unis : 2,29 millions de téléspectateurs[26] (première diffusion)

- David Koechner (Leslie Valerie Sally)

### Épisode 13:Une affaire qui déride!
- États-Unis : 22 mai 2013 sur USA Network
- France : 
  - 1er janvier 2014 sur NT1
  - 24 mai 2014 sur 13e rue[14]
- Québec : 23 juillet 2014 sur AddikTV

- États-Unis : 2,48 millions de téléspectateurs[28] (première diffusion)

- Lori Loughlin (Dr Joan Diamond)
- Gregory Harrison (Ted Lomax)

Henry est en sortie avec un groupe de découverte de faune animalière. Mais alors qu'il s'écarte du groupe, il découvre un corps à la lisière de la forêt. Il décide de mener l'enquête et est en « compétition » avec son fils, Shawn, pour résoudre l'investigation.

### Épisode 14:La Truite sur le dos
- États-Unis : 29 mai 2013 sur USA Network
- France : 
  - 3 janvier 2014 sur NT1
  - 24 mai 2014 sur 13e rue[14]
- Québec : 30 juillet 2014 sur AddikTV

- États-Unis : 2,18 millions de téléspectateurs[29] (première diffusion)

- Anthony Michael Hall (Harris Trout/Latruite)
- Joey Slotnick (Leo Quinn)

### Épisode 15:Tous en scène! Acte 1
- États-Unis : 15 décembre 2013 sur USA Network[30]
- France : 31 mai 2014 sur 13e rue[14]

- États-Unis : 2,23 millions de téléspectateurs[31] (première diffusion)

- Anthony Rapp (Zachary Wallace Zander)
- Barry Bostwick (Roland Armitage)
- Ally Sheedy (Mrs. Yang)
- Brooke Lyons (Elisa McCardle)

### Épisode 16:Tous en scène! Acte 2
- États-Unis : 15 décembre 2013 sur USA Network[30]
- France : 31 mai 2014 sur 13e rue[14]

- États-Unis : 2,23 millions de téléspectateurs[31] (première diffusion)